# Quţūr
Quţūr är en ort i Egypten. Den ligger i guvernementet al-Gharbiyya, i den norra delen av landet, 100 km norr om huvudstaden Kairo. Quţūr ligger 9 meter över havet och folkmängden uppgår till cirka 30 000 invånare.

## Geografi
Terrängen runt Quţūr är mycket platt. Runt Quţūr är det mycket tätbefolkat, med 1 956 invånare per kvadratkilometer. Närmaste större samhälle är Kafr ash Shaykh, cirka 16 km norr om Quţūr. Trakten runt Quţūr består till största delen av jordbruksmark.